# Glaciar de Johns Hopkins
El glaciar de Johns Hopkins es un glaciar de 19 km de longitud localizado en el Parque nacional y reserva de la Bahía de los Glaciares en Alaska (Estados Unidos). El glaciar comienza en las pendientes del este de la montaña Lituya y del monte Salisbury, y se desliza al este hacia la cabeza del grao de Johns Hopkins, 1.6 km al suroeste del frente glaciar del glaciar de Clark y a 127 km al noroeste de Hoonah. Su nombre se lo dio Harry Fielding Reid en honor a la Universidad Johns Hopkins en Baltimore, Maryland en 1893. Es uno  del pocos glaciares con terminación en el agua de la cordillera Fairweather que se encuentran en crecimiento, El acceso a la cara del glaciar está limitada al grao de Johns Hopkins.

## Galería de imágenes

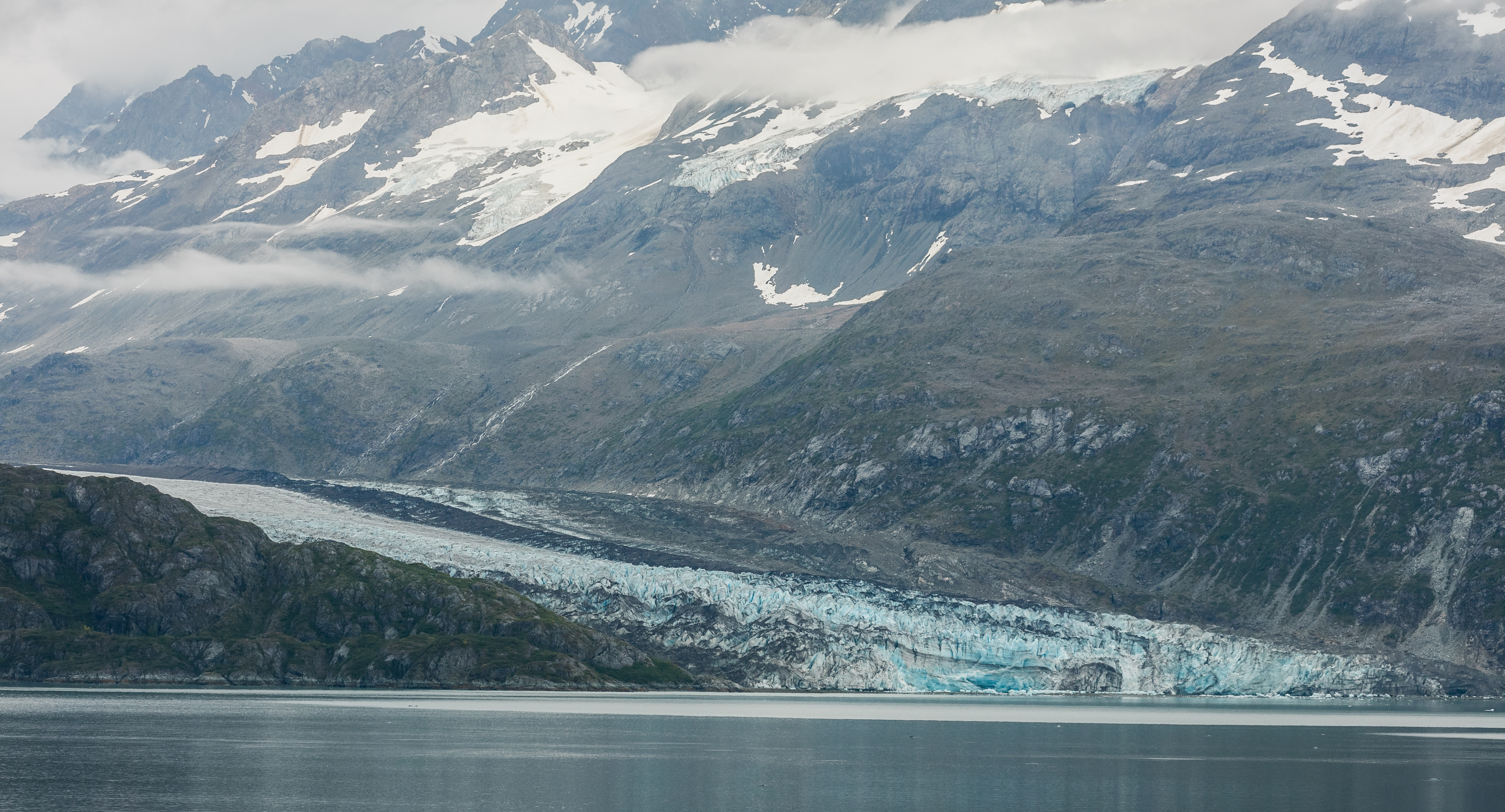
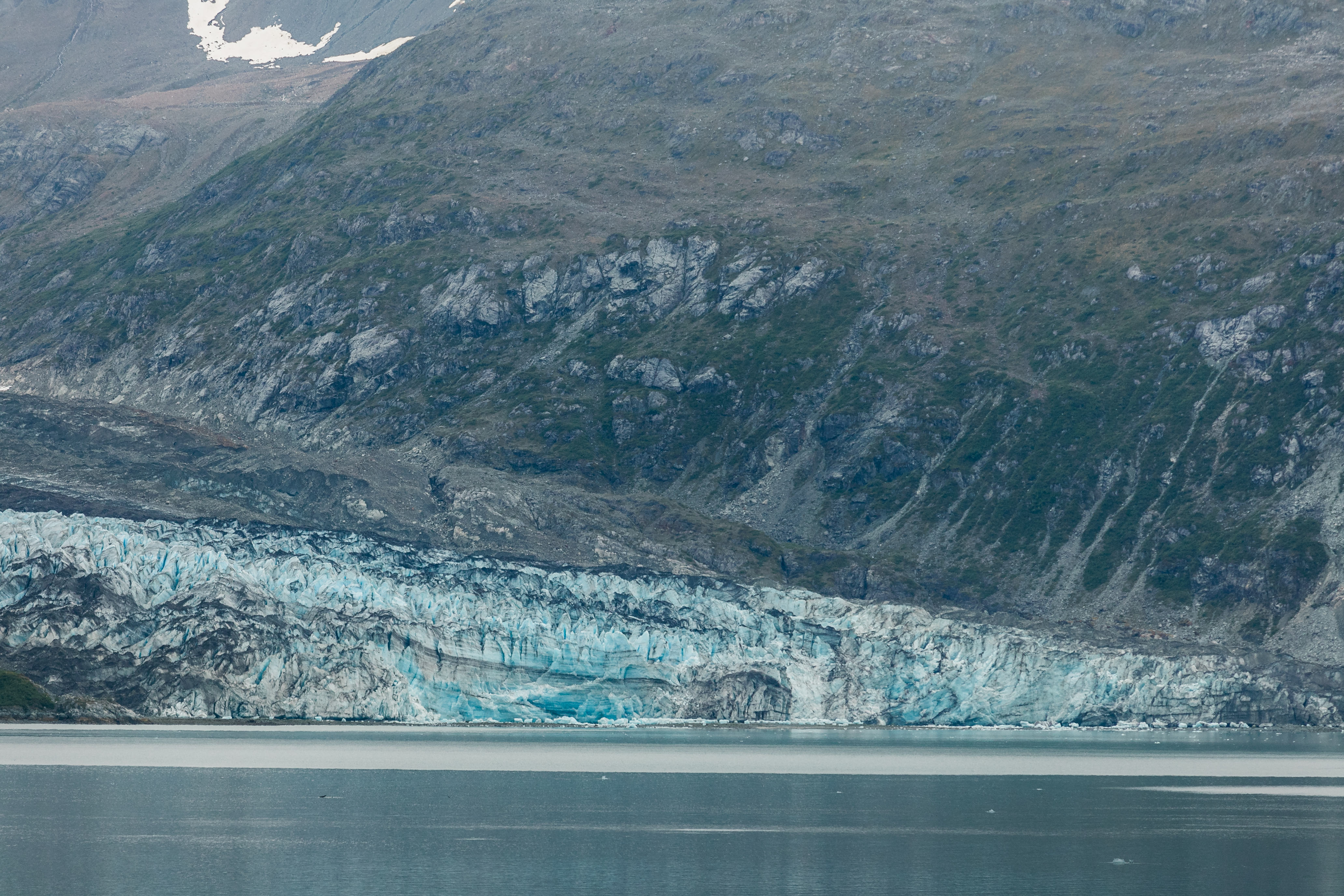
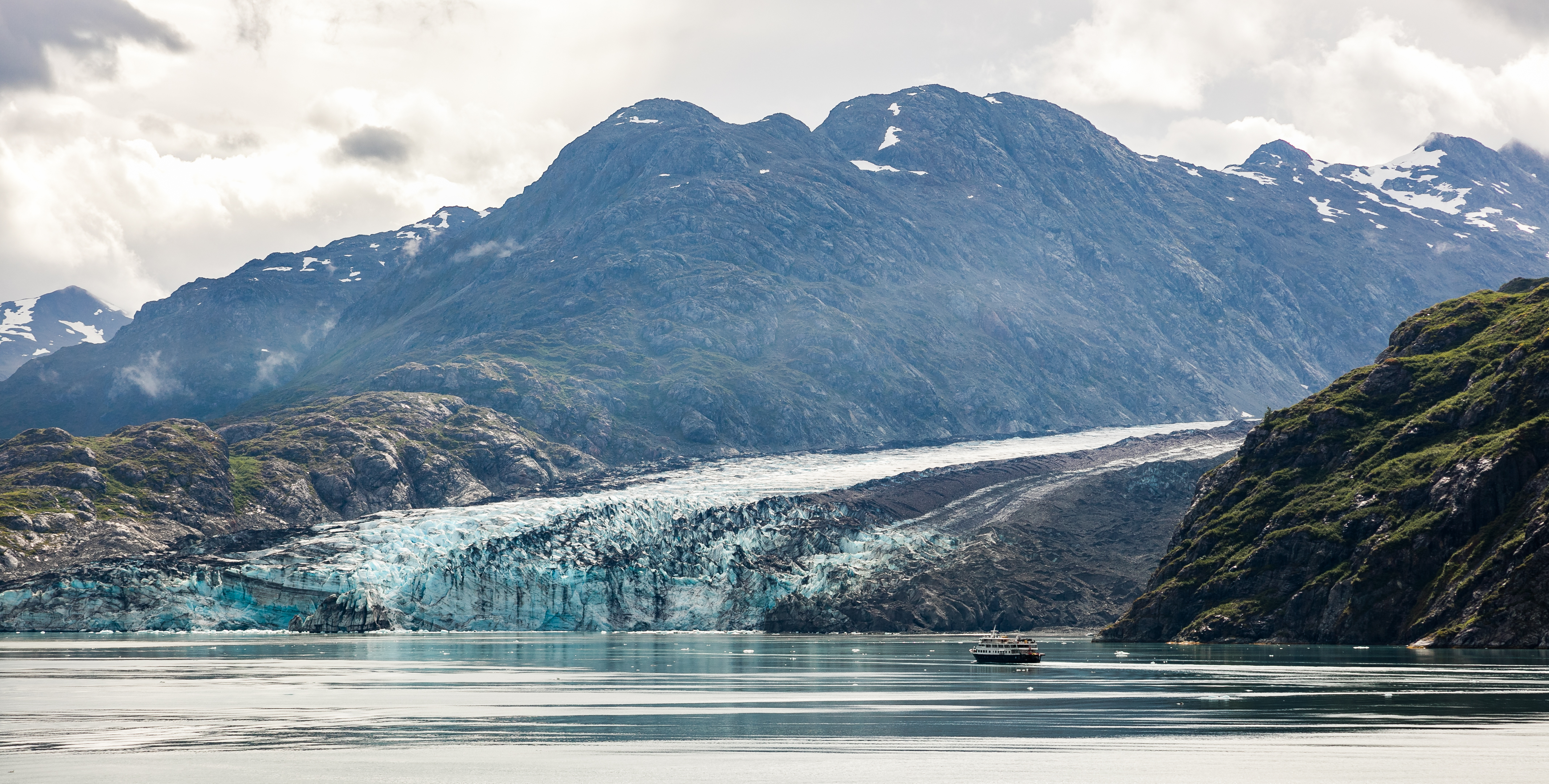
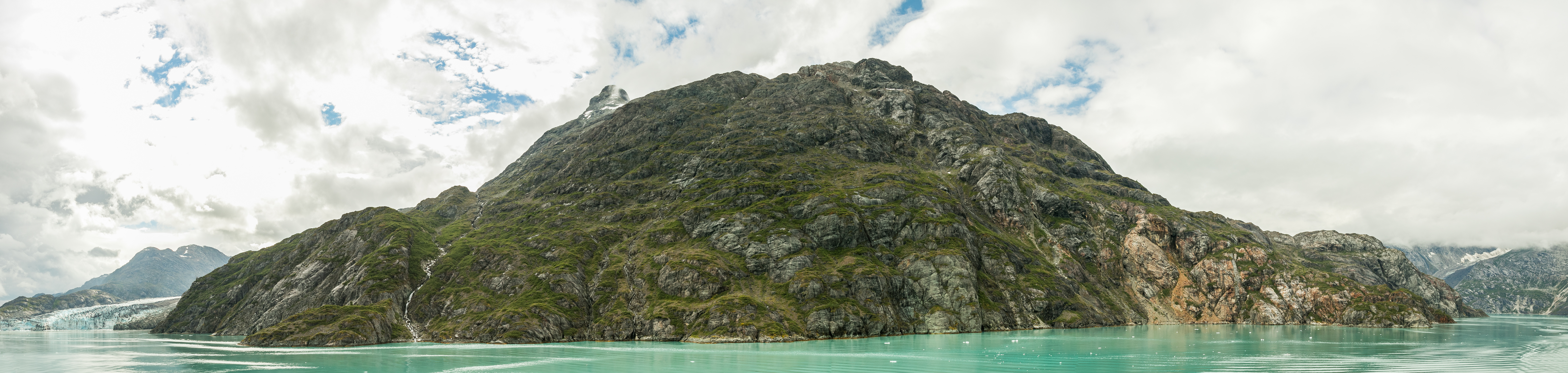